# Hockeria aegyptiaca
Hockeria aegyptiaca är en stekelart som beskrevs av Masi 1936. Hockeria aegyptiaca ingår i släktet Hockeria och familjen bredlårsteklar.
Artens utbredningsområde är Egypten. Inga underarter finns listade i Catalogue of Life.